# Az MTK Hungária FC 2001–2002-es szezonja
Az MTK Hungária FC 2001–2002-es szezonja szócikk az MTK Hungária FC első számú férfi labdarúgócsapatának egy szezonjáról szól, mely összességében a 93. idénye volt a csapatnak a magyar első osztályban. A klub fennállásának ekkor volt a 113. évfordulója.

## Mérkőzések
| Színmagyarázat | Színmagyarázat |
| -------------- | -------------- |
| 0              | Győzelem.      |
| 0              | Döntetlen.     |
| 0              | Vereség.       |

### Retek Liga 2001-2002

#### Őszi fordulók
| 1. forduló 2001. július 15. |

| Vasas                  | 0 – 1   | MTK Hungária                                             |
| ---------------------- | ------- | -------------------------------------------------------- |
| Cvetković 20' Tóth 33' | (0 – 1) | Ferenczi 15' Smiljanić 25' Jezdimirović 68' Branežac 70' |

| Illovszky Rudolf Stadion, Budapest Nézőszám: 1 500 Játékvezető: Hanacsek Attila (magyar) |

| 2. forduló 2001. július 22. |

| MTK Hungária                                  | 3 – 0   | Győri ETO |
| --------------------------------------------- | ------- | --------- |
| Ferenczi 30' 90+2' Győri 43' Jezdimirović 33' | (2 – 0) | Böjte 59' |

| Hungária körút, Budapest Nézőszám: 2 500 Játékvezető: Sápi Csaba (magyar) |

| 3. forduló 2001. július 28. |

| Debreceni VSC           | 0 – 3   | MTK Hungária                                                    |
| ----------------------- | ------- | --------------------------------------------------------------- |
| Bajzát 18' Szatmári 63' | (0 – 1) | Illés 32' 63' 70′, 87′ Győri 76' Jezdimirović 16' Smiljanić 80' |

| Oláh Gábor utcai stadion, Debrecen Nézőszám: 5 500 Játékvezető: Bede Ferenc (magyar) |

| 4. forduló 2001. augusztus 3. |

| Zalaegerszegi TE         | 2 – 0   | MTK Hungária |
| ------------------------ | ------- | ------------ |
| Waltner 14' 78' Róth 67' | (1 – 0) | Füzi 79'     |

| ZTE Stadion, Zalaegerszeg Nézőszám: 13 000 Játékvezető: Dubraviczky Attila (magyar) |

| 5. forduló 2001. augusztus 11. |

| MTK Hungária                                                              | 3 – 1   | Kispest–Honvéd                                                                                         |
| ------------------------------------------------------------------------- | ------- | --- |
| Illés 45' Ferenczi 80' Branežac 90+4' Smiljanić 45′, 88′ Komlósi 58′, 82′ | (1 – 0) | Borgulya 83' Faragó 17' Szekeres 19' Balint 27′, 34′ Aranyos 42' Fabrizio 86' Lipták 90' Lőrincz 90+3′ |

| Hungária körút, Budapest Nézőszám: 1 000 Játékvezető: Hanacsek Attila (magyar) |

| 6. forduló 2001. augusztus 19. |

| Újpest                                                       | 1 – 3   | MTK Hungária                      |
| ------------------------------------------------------------ | ------- | --------------------------------- |
| Vagner 20' Poljaković 18' Tokody 65' Lőw 68' Korolovszky 84′ | (1 – 1) | Ferenczi 24' Illés 82' Füzi 90+2' |

| Megyeri út, Budapest Nézőszám: 4 500 Játékvezető: Kassai Viktor (magyar) |

| 7. forduló 2001. augusztus 25. |

| MTK Hungária                           | 4 – 0   | FC Sopron           |
| -------------------------------------- | ------- | ------------------- |
| Illés 29' 87' Buzsáky 63' Ferenczi 67' | (1 – 0) | Sira 65' Perger 72' |

| Hungária körút, Budapest Nézőszám: 2 000 Játékvezető: Drucskó János (magyar) |

| 8. forduló 2001. szeptember 9. |

| Videoton | 0 – 0   | MTK Hungária |
| -------- | ------- | ------------ |
|          | (0 – 0) |              |

| Sóstói Stadion, Székesfehérvár Nézőszám: 3 000 Játékvezető: Bede Ferenc (magyar) |

| 9. forduló 2001. szeptember 15. |

| MTK Hungária                                    | 3 – 2   | Dunaferr SE                        |
| ----------------------------------------------- | ------- | ---------------------------------- |
| Illés 22' 90+2' Bagoly 70' (öngól) Ferenczi 28' | (1 – 1) | Tököli 18' 63' Rósa 58' Molnár 59' |

| Hungária körút, Budapest Nézőszám: 1 000 Játékvezető: Ábrahám Attila (magyar) |

| 10. forduló 2001. szeptember 21. |

| Haladás | 0 – 5   | MTK Hungária                                              |
| ------- | ------- | --------------------------------------------------------- |
|         | (0 – 2) | Ferenczi 4' 61' 70' Czvitkovics 42' Illés 66' Komlósi 18' |

| Rohonci úti stadion, Szombathely Nézőszám: 7 000 Játékvezető: Juhos Attila (magyar) |

| 11. forduló 2001. szeptember 30. |

| MTK Hungária                                                  | 3 – 1               | Ferencváros                                     |
| ------------------------------------------------------------- | ------------------- | ----------------------------------------------- |
| Zavadszky 25' Smiljanić 78' 50' Branežac 81' Jezdimirović 72' | (1 – 0) Jegyzőkönyv | Hrutka 50' Dragóner 56' Cheregi 75' Kriston 87' |

| Hungária körút, Budapest Nézőszám: 8 000 Játékvezető: Szabó Zsolt (magyar) |

| 12. forduló 2001. október 13. |

| MTK Hungária                  | 1 – 0   | Vasas                 |
| ----------------------------- | ------- | --------------------- |
| Ferenczi 35' Jezdimirović 59' | (1 – 0) | Gyánó 11' Tóth A. 51' |

| Hungária körút, Budapest Nézőszám: 2 000 Játékvezető: Sápi Csaba (magyar) |

| 13. forduló 2001. október 19. |

| Győri ETO              | 1 – 1   | MTK Hungária                                    |
| ---------------------- | ------- | ----------------------------------------------- |
| Szanyó 90+1' Lakos 25' | (0 – 0) | Zavadszky 52' Horváth 60' Füzi 62′ Ferenczi 65' |

| Rába ETO Stadion, Győr Nézőszám: 3 000 Játékvezető: Megyebíró János (magyar) |

| 14. forduló 2001. október 23. |

| MTK Hungária          | 1 – 0   | Debreceni VSC            |
| --------------------- | ------- | ------------------------ |
| Illés 45' Komlósi 26' | (1 – 0) | Vadicska 10' Bernáth 55' |

| Hungária körút, Budapest Nézőszám: 3 000 Játékvezető: Ábrahám Attila (magyar) |

| 15. forduló 2001. október 27. |

| MTK Hungária                             | 2 – 1   | Zalaegerszegi TE      |
| ---------------------------------------- | ------- | --------------------- |
| Smiljanić 45' Branežac 65' 68' Mónos 43' | (1 – 1) | Nagy 12' Kocsárdi 44' |

| Hungária körút, Budapest Nézőszám: 4 500 Játékvezető: Bukovics József (magyar) |

| 16. forduló 2001. november 3. |

| Kispest–Honvéd       | 0 – 1   | MTK Hungária                                            |
| -------------------- | ------- | ------------------------------------------------------- |
| Piroska 29' Sasu 49' | (0 – 0) | Illés 69' Füzi 15' Lazić 18' Ferenczi 83' Smiljanić 85' |

| Bozsik József Stadion, Budapest Nézőszám: 1 500 Játékvezető: Szabó Zsolt (magyar) |

| 17. forduló 2001. november 10. |

| MTK Hungária                                                     | 3 – 0   | Újpest |
| ---------------------------------------------------------------- | ------- | ------ |
| Zavadszky 31' Füzi 60' 73' Smiljanić 12' Balaskó 81' Komlósi 88' | (1 – 0) |        |

| Hungária körút, Budapest Nézőszám: 3 000 Játékvezető: Kassai Viktor (magyar) |

| 18. forduló 2001. november 17. |

| FC Sopron   | 0 – 0   | MTK Hungária |
| ----------- | ------- | ------------ |
| Csiszár 39' | (0 – 0) | Madar 71'    |

| Káposztás utcai Stadion, Sopron Nézőszám: 3 500 Játékvezető: Juhos Attila (magyar) |

| 19. forduló 2001. november 21. |

| MTK Hungária              | 1 – 0   | Videoton             |
| ------------------------- | ------- | -------------------- |
| Ferenczi 17' Branežac 64' | (1 – 0) | Kovács 29' Gajić 87′ |

| Hungária körút, Budapest Nézőszám: 1 500 Játékvezető: Hanacsek Attila (magyar) |

| 20. forduló 2001. november 25. |

| Dunaferr SE         | 2 – 0   | MTK Hungária |
| ------------------- | ------- | ------------ |
| Tököli 41' Éger 63' | (1 – 0) | Komlósi 69'  |

| Dunaújváros Nézőszám: 2 500 Játékvezető: Ábrahám Attila (magyar) |

| 21. forduló 2001. december 1. |

| MTK Hungária                                                                                 | 5 – 1   | Haladás      |
| -------------------------------------------------------------------------------------------- | ------- | ------------ |
| Zavadszky 3' Czvitkovics 25' Ferenczi 32' Illés 45' 75' 43' Komlósi 40′ Elek 80' Horváth 85' | (4 – 0) | Japa 58' 66' |

| Hungária körút, Budapest Nézőszám: 1 000 Játékvezető: Sápi Csaba (magyar) |

| 22. forduló 2001. december 5. |

| Ferencváros                                      | 1 – 3               | MTK Hungária                                         |
| ------------------------------------------------ | ------------------- | ---------------------------------------------------- |
| Lipcsei 63' (11-esből) Fülöp 1′, 40′ Cheregi 29' | (0 – 2) Jegyzőkönyv | Illés 38' 45' Ferenczi 75' Smiljanić 44' Horváth 69' |

| Üllői út, Budapest Nézőszám: 5 500 Játékvezető: Juhos Attila (magyar) |

#### Tavaszi fordulók
| 23. forduló 2002. március 2. |

| Vasas                           | 2 – 0   | MTK Hungária           |
| ------------------------------- | ------- | ---------------------- |
| Simek 5' 62' Juhár 59' Árki 60' | (1 – 0) | Lambulić 27' Győri 29' |

| Illovszky Rudolf Stadion, Budapest Nézőszám: 5 000 Játékvezető: Hanacsek Attila (magyar) |

| 24. forduló 2002. március 9. |

| MTK Hungária                        | 2 – 1   | Győri ETO                       |
| ----------------------------------- | ------- | ------------------------------- |
| Zavadszky 30' Lambulić 80' Elek 67' | (1 – 1) | Szanyó 45' Farkas 22' Andre 79' |

| Hidegkuti Nándor Stadion, Budapest Nézőszám: 2 500 Játékvezető: Hajdó Attila (magyar) |

| 25. forduló 2002. március 16. |

| Debreceni VSC                                                 | 4 – 3   | MTK Hungária                       |
| ------------------------------------------------------------- | ------- | ---------------------------------- |
| Bajzát 20' 59' Böőr 84' Nenadić 90+2' Szekeres 61' Kuttor 90' | (1 – 0) | Illés 48' Zavadszky 55' Juhász 81' |

| Oláh Gábor utcai stadion, Debrecen Nézőszám: 4 000 Játékvezető: Kassai Viktor (magyar) |

| 26. forduló 2002. március 23. |

| Zalaegerszegi TE                             | 2 – 0   | MTK Hungária                           |
| -------------------------------------------- | ------- | -------------------------------------- |
| Molnár 49' Kenesei 65' Csóka 21' Waltner 66' | (0 – 0) | Lambulić 16' Komlósi 23' Smiljanić 52' |

| ZTE Stadion, Zalaegerszeg Nézőszám: 6 500 Játékvezető: Szarka Zoltán (magyar) |

| 27. forduló 2002. március 30. |

| MTK Hungária                                 | 0 – 0   | Kispest–Honvéd                               |
| -------------------------------------------- | ------- | -------------------------------------------- |
| Smiljanić 25' Komlósi 59' Illés 73' Füzi 88' | (0 – 0) | Balint 22' Téger 46' Babos 50' Torghelle 77′ |

| Hidegkuti Nándor Stadion, Budapest Nézőszám: 2 000 Játékvezető: Kiss Béla (magyar) |

| 28. forduló 2002. április 6. |

| Újpest                                                | 2 – 0   | MTK Hungária                                            |
| ----------------------------------------------------- | ------- | ------------------------------------------------------- |
| Škorić 36' (öngól) Kozel 59' Slončík 54' Medgyesi 55' | (1 – 0) | Škorić 32' Jezdimirović 52' Smiljanić 78' Zavadszky 84' |

| Megyeri út, Budapest Nézőszám: 3 500 Játékvezető: Sápi Csaba (magyar) |

| 29. forduló 2002. április 10. |

| MTK Hungária                       | 1 – 0   | FC Sopron                |
| ---------------------------------- | ------- | ------------------------ |
| Zavadszky 5' Horváth 33' Lazić 74' | (1 – 0) | Szabados 66' Tóth M. 86' |

| Hidegkuti Nándor Stadion, Budapest Nézőszám: 1 080 Játékvezető: Solymosi Péter (magyar) |

| 30. forduló 2002. április 13. |

| Videoton                             | 2 – 3   | MTK Hungária                                                              |
| ------------------------------------ | ------- | ------------------------------------------------------------------------- |
| Gajić 47' 85' Vilotić 18' Kovács 37' | (0 – 3) | Némedi 23' (öngól) Illés 30' Zavadszky 39' Jezdimirović 21' Smiljanić 60' |

| Sóstói Stadion, Székesfehérvár Nézőszám: 1 500 Játékvezető: Bede Ferenc (magyar) |

| 31. forduló 2002. április 20. |

| MTK Hungária                  | 1 – 4   | Dunaferr SE                                                               |
| ----------------------------- | ------- | ------------------------------------------------------------------------- |
| Zavadszky 7' Jezdimirović 29' | (1 – 3) | Salamon 4' Lengyel 23' 11' Rósa 31' Sowunmi 87' 63' Molnár 20' Tököli 80' |

| Hidegkuti Nándor Stadion, Budapest Nézőszám: 1 500 Játékvezető: Hanacsek Attila (magyar) |

| 32. forduló 2002. április 23. |

| Haladás                                                   | 3 – 0   | MTK Hungária                           |
| --------------------------------------------------------- | ------- | -------------------------------------- |
| Leandro 38' 66' Fred 45' Somfalvi 44' Kaj 48' Selymes 73' | (2 – 0) | Hajdu 38' Branežac 78′, 90+3′ Elek 79' |

| Rohonci úti stadion, Szombathely Nézőszám: 4 500 Játékvezető: Szabó Zsolt (magyar) |

| 33. forduló 2002. április 27. |

| MTK Hungária  | 0 – 1               | Ferencváros           |
| ------------- | ------------------- | --------------------- |
| Smiljanić 20' | (0 – 1) Jegyzőkönyv | Horváth 11' Pinte 84' |

| Hidegkuti Nándor Stadion, Budapest Nézőszám: 4 000 Játékvezető: Kassai Viktor (magyar) |

| 34. forduló 2002. május 4. |

| Ferencváros                      | 1 – 0               | MTK Hungária              |
| -------------------------------- | ------------------- | ------------------------- |
| Szili 2' Kriston 14' Zombori 90' | (1 – 0) Jegyzőkönyv | Jezdimirović 34' Elek 76′ |

| Üllői út, Budapest Nézőszám: 7 550 Játékvezető: Dubraviczky Attila (magyar) |

#### Végeredmény (Felsőház)
| # | Csapat                      | J  | Gy | D  | V  | Rg | Kg | Gk  | P  | Megjegyzés                                         |
| - | --------------------------- | -- | -- | -- | -- | -- | -- | --- | -- | -------------------------------------------------- |
| 1 | Zalahús Zalaegerszegi TE FC | 38 | 21 | 8  | 9  | 76 | 47 | +29 | 71 | Bajnok, 2002–2003-as BL 2. selejtezőkör            |
| 2 | Ferencvárosi TC             | 38 | 21 | 6  | 11 | 66 | 39 | +27 | 69 | 2002–2003-as UEFA-kupa selejtező                   |
| 3 | MTK Hungária                | 38 | 21 | 4  | 13 | 62 | 47 | +15 | 67 |                                                    |
| 4 | Dunaferr SE                 | 38 | 17 | 8  | 13 | 71 | 47 | +24 | 59 |                                                    |
| 5 | Videoton FC Fehérvár        | 38 | 15 | 10 | 13 | 56 | 53 | +3  | 55 |                                                    |
| 6 | Újpest FC                   | 38 | 14 | 8  | 16 | 65 | 69 | -4  | 50 | 2002–2003-as UEFA-kupa selejtező (kupagyőztesként) |

1. ↑  Hat pont levonás Németh Viktor jogosulatlan játékáért a 24.-25. fordulóban

## Külső hivatkozások
- A csapat hivatalos honlapja (magyarul)